# Ichirō Hatoyama
Ichirō Hatoyama (鳩山 一郎 Hatoyama Ichirō?, 1 de enero de 1883–7 de marzo de 1959) fue un político japonés y el 52.º, 53.er y 54.º primer ministro de Japón (desde el 10 de diciembre de 1954 hasta el 23 de diciembre de 1956).

## Carrera política

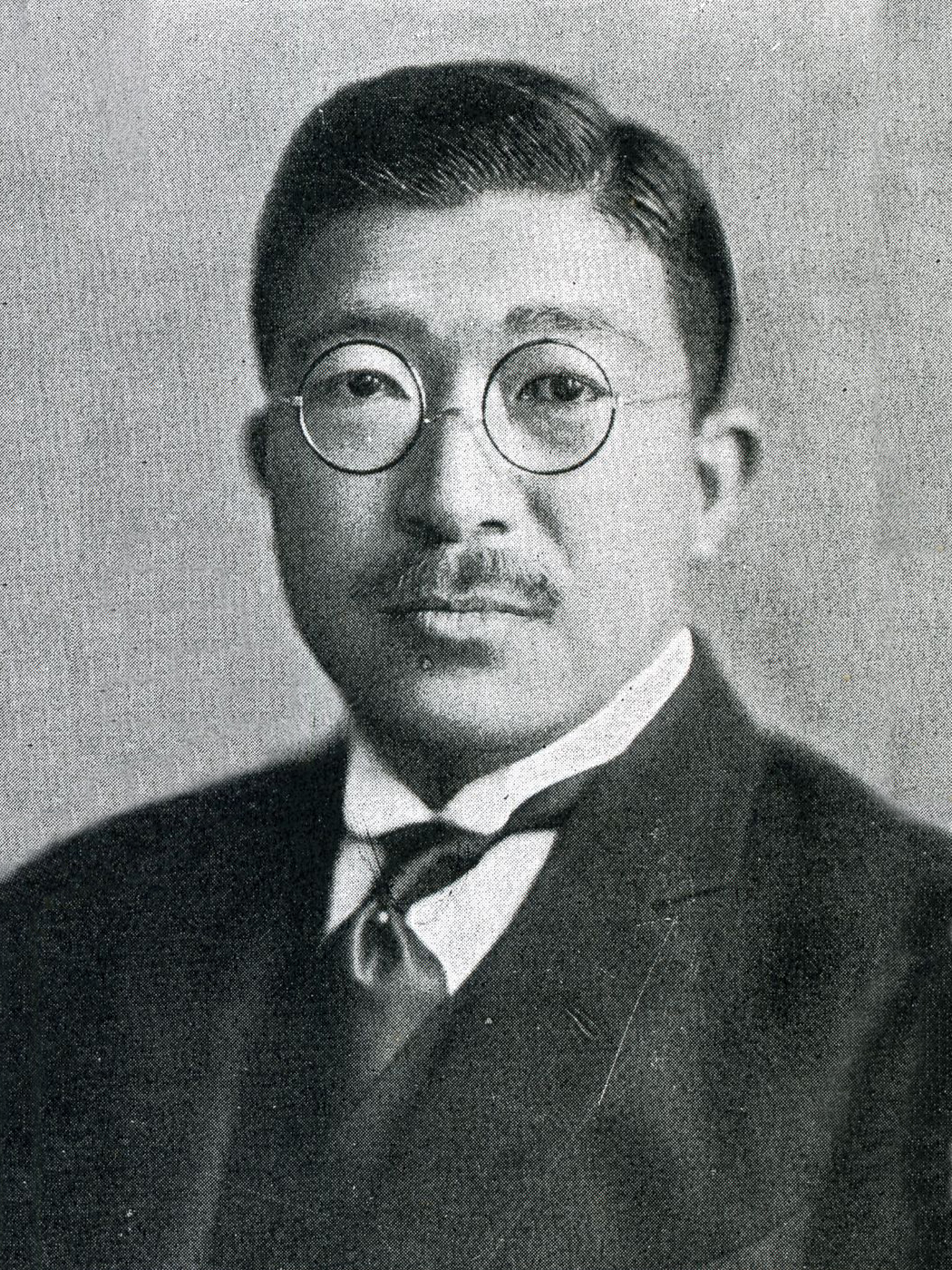
Ichiro Hatoyama en 1932

En 1930, como parlamentario del partido Amigos del Gobierno Constitucional, lideró la campaña en contra del primer ministro Osachi Hamaguchi a causa de la ratificación del Tratado Naval de Londres, al que se oponía el Estado Mayor de la Armada Imperial Japonesa. Hatoyama afirmó que el control del armamento no correspondía al gobierno sino a los Estados Mayores del Ejército y de la Armada, por lo que se les debían conceder mayores competencias políticas. En ese contexto se produjo un atentando contra Hamaguchi el 14 de noviembre de 1930 perpetrado por un ultranacionalista en desacuerdo con la ratificación del Tratado en el que resultó gravemente herido.
A pesar de que su estado de salud seguía siendo muy delicado a causa del atentado, a principios de 1931 Hatoyama y su partido exigieron que fuera al parlamento a defender la política del gobierno y no se conformaron con la presencia del primer ministro en funciones. Finalmente Hamaguchi, desatendiendo el consejo de los médicos, acudió y en las diez sesiones a las que asistió fue sometido a todo tipo de improperios —la oposición gritaba «Hable más alto» y «Piérdase, muérase»—. Finalmente, dimitió en abril de 1931.
Tras la rendición de Japón en agosto de 1945, y el advenimiento de la nueva era democrática nacieron muchos partidos políticos. En las elecciones de abril de 1946, el Partido Progresista no consiguió la mayoría y tras la dimisión de su candidato, Hatoyama era el líder del partido con mayor número de escaños en la Asamblea, el Partido Liberal. No obstante, éste no fue autorizado por el Comandante Supremo de las Fuerzas Aliadas y posteriormente procesado debido a las sospechas de haber colaborado con el gobierno entre las décadas de 1930 y 1940, pero fue absuelto en 1951.
Posteriormente, en 1954 fue elegido primer ministro y restableció relaciones diplomáticas con la Unión Soviética. Además concedió libertad condicional a varios criminales de guerra clase A que habían sido condenados a cadena perpetua en los Juicios de Tokio.

## Familia
Su nieto Yukio Hatoyama fue primer ministro de Japón entre 2009 y 2010.